# Do As Infinity Instrumental Collection "MINUS V"
『Do As Infinity Instrumental Collection "MINUS V"』（ドゥ・アズ・インフィニティ・インストゥルメンタル・コレクション・マイナス・ブイ）は、日本のロックバンド・Do As Infinityが2006年3月15日にavex traxから発売した3枚目のコンピレーションアルバムである。

## 内容
前作『Do The A-side』から約6ヶ月ぶり、コンピレーションアルバムとしては前作『Do The B-side』から約1年6ヶ月ぶりの作品。『Do As Infinity -Final-』『Do The Box』『Do The Best "Great Supporters Selection"』と同時発売された。
今作発売までに発表された既発作品から、主にオリジナルアルバムの収録曲を対象にインストゥルメンタルバージョンで収録されており、タイトルの「MINUS V」はマイナス伴都美子を意味している。

## 収録曲
1. Yesterday & Today (Instrumental) [5:03]
4thシングルの表題曲のインストゥルメンタルバージョン。
2. BREAK OF DAWN (Instrumental) [3:04]
1stアルバムの収録曲のインストゥルメンタルバージョン。
3. Welcome! (Instrumental) [3:40]
1stアルバムの収録曲のインストゥルメンタルバージョン。
4. 深い森 (Instrumental) [4:01]
10thシングルの表題曲のインストゥルメンタルバージョン。
5. 恋妃 (Instrumental) [4:14]
3rdアルバムの収録曲のインストゥルメンタルバージョン。
6. 空想旅団 (Instrumental) [4:53]
4thアルバムの収録曲のインストゥルメンタルバージョン。
7. Grateful Journey (Instrumental) [4:15]
4thアルバムの収録曲のインストゥルメンタルバージョン。
8. 柊 (Instrumental) [4:30]
17thシングルの表題曲のインストゥルメンタルバージョン。
9. ブランコ (Instrumental) [5:06]
5thアルバムの収録曲のインストゥルメンタルバージョン。
10. Gates of heaven (Instrumental) [4:07]
5thアルバムの収録曲のインストゥルメンタルバージョン。
11. 科学の夜 (Instrumental) [5:05]
5thアルバムの収録曲のインストゥルメンタルバージョン。
12. Thanksgiving Day (Instrumental) [3:36]
5thアルバムの収録曲のインストゥルメンタルバージョン。
13. ROBOT (Instrumental) [3:28]
6thアルバムの収録曲のインストゥルメンタルバージョン。
14. Need your love (Instrumental) [4:45]
6thアルバムの収録曲のインストゥルメンタルバージョン。
15. 菜ノ花畑 (Instrumental) [3:27]
6thアルバムの収録曲のインストゥルメンタルバージョン。
16. I miss you? (Instrumental) [3:46]
NANAのトリビュートアルバムに提供した楽曲のインストゥルメンタルバージョン。
17. 遠雷 (Instrumental) [3:41]
3rdアルバムの収録曲のインストゥルメンタルバージョン。